# Energia di Hartree
L'energia di Hartree, spesso abbreviata con {\displaystyle E_{h}}, è un'unità di misura atomica che prende il nome dal fisico Douglas Hartree.
Per motivi storici si usa talvolta anche l'energia di Rydberg, di solito indicata con {\displaystyle Ry}, pari esattamente a metà {\displaystyle E_{h}}. Il nome deriva dal fisico Janne Rydberg.

## Definizione
L'energia di Hartree è definita come:
{\displaystyle E_{h}={\hbar ^{2} \over {m_{e}a_{0}^{2}}}=m_{e}c^{2}\alpha ^{2}=4{,}359\,744\,722\,2071(85)\cdot 10^{-18}\ \mathrm {J} =27{,}211\,386\,245\,988(53)\ \mathrm {eV} }
dove:
{\displaystyle \hbar \ } è la costante di Planck ridotta;
{\displaystyle m_{e}\ } è la massa a riposo dell'elettrone;
{\displaystyle a_{0}\ } è il raggio di Bohr;
{\displaystyle c\ } è la velocità della luce nel vuoto;
{\displaystyle \alpha \ } è la costante di struttura fine.
Da un punto di vista fisico, l'energia di Hartree è uguale all'energia di Rydberg moltiplicata per un fattore {\displaystyle n^{2}/2} (dove {\displaystyle n} è il numero quantico principale). Ciò significa che nello stato fondamentale dell'atomo d'idrogeno un Hartree corrisponde al doppio dell'energia di legame dell'elettrone, approssimando:
- massa del nucleo infinita
- nucleo puntiforme
- non relativistica (senza accoppiamento di spin)

Sia l'energia di Hartree che l'energia di Rydberg vengono utilizzate come unità di misura nel sistema di unità atomiche. Per evitare fraintendimenti si usa specificare esplicitamente quale delle due si sta usando con le espressioni unità atomiche Hartree e unità atomiche Rydberg; in inglese Hartree atomic units e Rydberg atomic units.